# Снежный (Ростовская область)
Снежный — хутор в Дубовском районе Ростовской области. 
Входит в состав Комиссаровского сельского поселения. 

## История
Предположительно основан в конце 1920-х — начале 1930-х годов как населённый пункт 3-й фермы конного завода № 2. Позднее фермы № 3 совхоза "Комиссаровский". В 1963 году присвоено название хутор Снежный.

## География

### Улицы
- ул. Снежная.

## Население
Динамика численности населения
| 2002 |
| ---- |
| 113  |

| 1989 | 2002 | 2010 |
| ---- | ---- | ---- |
| 191  | ↘110 | ↗121 |